# Baie du cap Cod
La baie du cap Cod ou baie de Cape Cod (anglais : Cape Cod Bay) est une baie du Massachusetts, aux États-Unis. Elle fut historiquement un lieu d'accueil de pèlerins et d'immigrants, qui y développèrent dès 1620, la chasse à la baleine provoquant la quasi extinction de la baleine franche. Aujourd'hui, c'est un espace protégé par le Cape Cod Bay Ocean Sanctuary et le Cape Cod Bay Northern Right Whale Critical Habitat Area.